# Braunauer Straße
Die Braunauer Straße (B 147) ist eine Landesstraße erster Ordnung in den österreichischen Bundesländern Salzburg und – größtenteils – Oberösterreich. Sie führt auf einer Länge von 43,5 km durch das Mattigtal im unteren Innviertel.

## Verlauf
Ihren Anfang nimmt die Braunauer Straße in Straßwalchen im Salzburger Flachgau. Von dort führt sie – der Mattigtalbahn folgend – entlang der Mattig über Mattighofen nach Braunau am Inn. Sie tangiert dabei die ausgedehnten Waldgebiete vom Kobernaußerwald und dem Lachforst.

## Geschichte
Die Braunauer Straße zwischen Braunau, Ried im Innkreis und Lambach gehörte zu den Bundesstraßen, die durch das Bundesgesetz vom 8. Juli 1921 eingerichtet wurden. Bis 1938 wurde diese Bundesstraße als B 46 bezeichnet, nach dem Anschluss Österreichs wurde sie als Reichsstraße 340 geführt. Die Innviertler Straße von Braunau über Ried nach Wels ersetzte am 1. Juli 1964 die Braunauer Straße.
Die Mattighofner Straße zwischen Braunau und Straßwalchen gehörte ebenfalls zu den Bundesstraßen, die durch das Bundesgesetz vom 8. Juli 1921 eingerichtet wurden. Bis 1938 wurde diese Bundesstraße als B 40 bezeichnet, nach dem Anschluss Österreichs aber nicht mehr als Reichsstraße geführt. Stattdessen erklärte man sie am 1. April 1940 zur Landstraße I. Ordnung und wurde als L.I.O. 4 bezeichnet. Seit dem 1. April 1948 gehört die Mattighofner Straße wieder zum Netz der Bundesstraßen in Österreich.
Von 1971 (Bundesstraßengesetz 1971, Verzeichnis 2) bis 1983 lautete die amtliche Straßenbezeichnung der von Straßwalchen über Mattighofen und Uttendorf nach Braunau führenden Straße dann S 10 Braunauer Schnellstraße. Eine neue Schnellstraßentrasse wurde in dieser Zeit geplant, jedoch letztlich nicht gebaut. Deshalb ist die Straße mit der Bundesstraßengesetznovelle vom 9. Februar 1983 als neue Bundesstraße 147 mit der Bezeichnung Braunauer Straße in das Verzeichnis 3, Bundesstraßen B, aufgenommen.
Per 1. April 2002 wurde die Braunauer Straße in Landesverwaltung übergeführt, rechtlich handelt es sich daher bei dem Salzburger und dem oberösterreichischen Abschnitt um zwei separate Straßen.

## Ausbau
Seit 2013 in Planung ist die Umfahrung Mattighofen–Munderfing, die die Stadt Mattighofen und den Ort Munderfing vom Durchzugsverkehr entlasten soll. Es ist jeweils ein Fahrstreifen pro Richtung und eine Fahrbahnbreite von 8,5 Meter geplant.
Das Gesamtprojekt wurde in drei Abschnitte (von Süd nach Nord) unterteilt:
- Abschnitt 1: Umfahrung Munderfing (fertiggestellt 2017)
- Abschnitt 2: Verbindungsstück Munderfing–Stallhofen
- Abschnitt 3: Stallhofen–Schalchen (Umfahrung Mattighofen)

Im Abschnitt 3 verläuft die 2,6 km lange Trasse ab dem nördlichen Stadtrand bei Schalchen (dem heutigen km 18,8) am Ostrand des Mattighofener Stadtgebiets nach Süden ausschließlich über Schalchener Territorium bis zum KTM-Werk. 
Im Abschnitt 2 verläuft die ebenfalls 2,6 km lange Trasse von dort bis Munderfing etwa 500 Meter östlich der derzeitigen Straße verlaufen, in Trassenbündelung mit der Mattigtalbahn. Im Sommer 2025 wurde am Haltepunkt Schalchen-Mattighofen ein Rohbau für die Straßenüberführung über die Bahntrasse errichtet. Dort ist auch eine Spange zur bisherigen B147 geplant.
Der seit Dezember 2027 in Betrieb befindliche Abschnitt 1 beginnt an einem Knoten nördlich Munderfing und schlägt dann einen großen Bogen westlich um diesen Ort. Südlich, bei km 11,0 mündet die Umfahrung wieder in den alte Trasse.